# 9×21mm

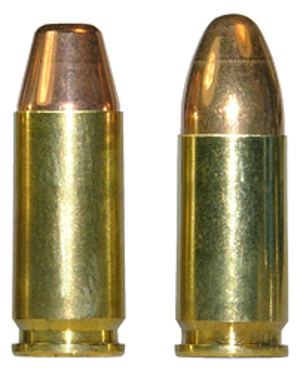
Um cartucho 9×21mm (esquerda) comparado ao 9×19mm Parabellum (direita).

O 9×21mm (também conhecido como 9×21mm IMI ou 9 mm IMI) é um cartucho de fogo central para pistolas, desenvolvido pela Israel Military Industries para os mercados nos quais o cartucho 9mm Parabellum, foi banido por lei para uso civil.